# إعادة من الانقراض

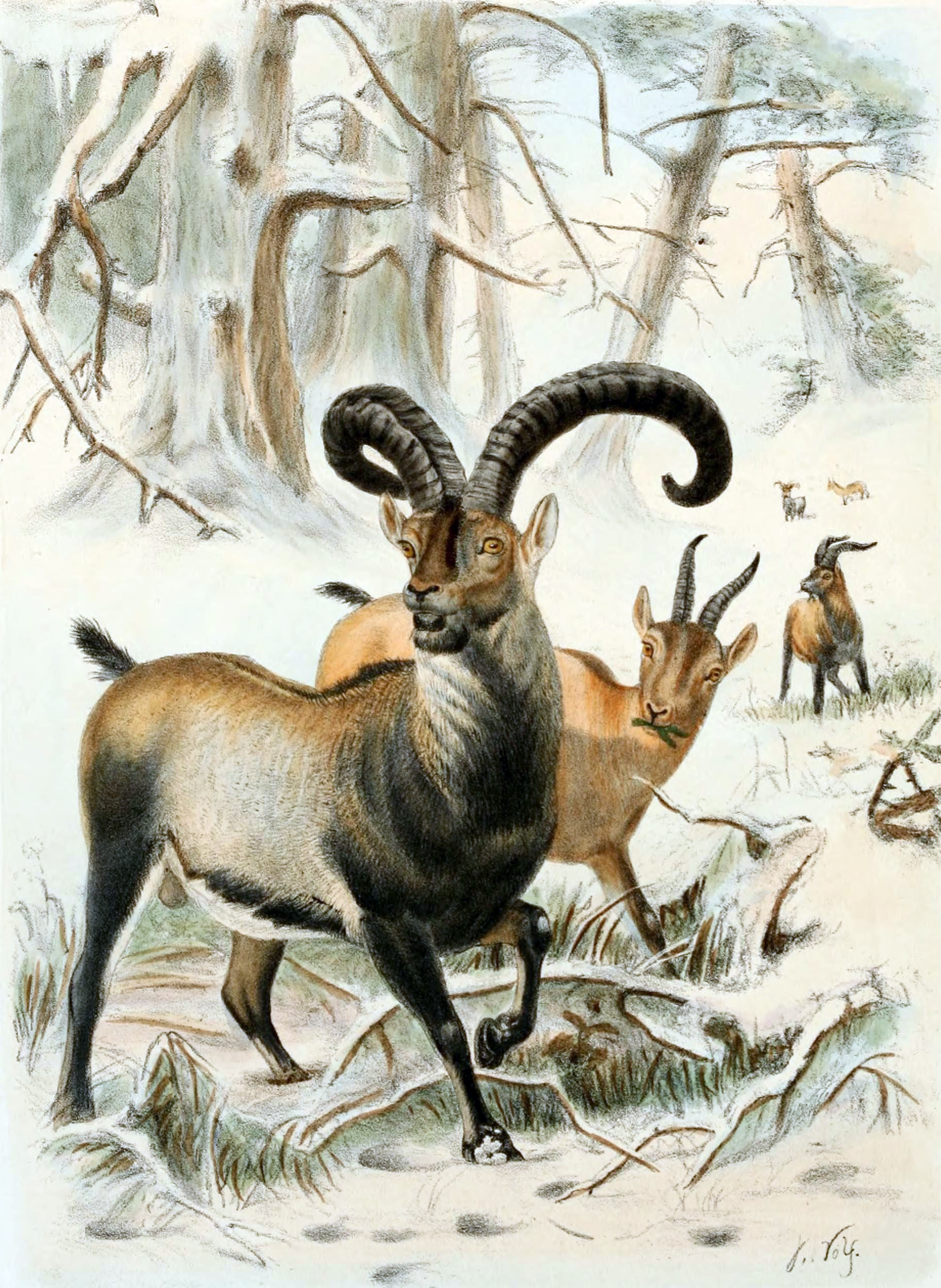
تيس الجبل يعد أول حيوان أعيد بعد أنقراضه.

إن الإعادة من الانقراض (المعروفة أيضًا باسم البيولوجية الإحيائية، أو إحياء الأنواع) هي عملية تكوين كائن حي من نوع منقرض أو تكوين كائن يشبهه. هناك عدة طرق لتنفيذ عملية الإعادة من الانقراض. الاستنساخ هو الطريقة المقترحة الأكثر شيوعًا، على الرغم من أنه جرى أيضًا أخذ التحرير الجيني والاصطفاء الاصطناعي بعين الاعتبار. طُبِّقت تقنيات مماثلة على بعض الأنواع المهددة بالانقراض، على أمل زيادة أعدادها. الطريقة الوحيدة من بين الثلاثة التي توفر للحيوان نفس الهوية الجينية هي الاستنساخ. هناك إيجابيات وسلبيات لعملية الإعادة من الانقراض تتراوح من التطورات التكنولوجية إلى القضايا الأخلاقية.

## الأساليب

### الاستنساخ
الاستنساخ طريقة مقترحة بشكل شائع لاستعادة الأنواع المنقرضة. يمكن أن تُجرَى عن طريق استخراج النواة من خلية محفوظة من الأنواع المنقرضة ونقلها إلى بويضة، بدون نواة، من أقرب أقارب هذا النوع الباقين على قيد الحياة. يمكن بعد ذلك إدخال البويضة إلى مضيف من أقرب الأقارب الأحياء للأنواع المنقرضة. من المهم ملاحظة أنه لا يمكن استخدام هذه الطريقة إلا عند توفر خلية محفوظة، مما يعني أنها ستكون أكثر جدوى للأنواع المنقرضة مؤخرًا. استخدم الاستنساخ في العلوم منذ خمسينيات القرن العشرين. واحدة من أكثر الحيوانات المستنسخة شهرة هي النعجة دوللي. ولدت دوللي في منتصف تسعينيات القرن العشرين، وعاشت حياة طبيعية حتى تعرضت لمضاعفات صحية أدت إلى وفاتها. تشمل الأنواع الحيوانية الأخرى المعروفة بأنها قد استنسخت: الكلاب والخنازير والخيول.

### التحرير الجيني
يتقدم التحرير الجيني بسرعة بمساعدة أنظمة كريسبر/كاس (CRISPR/Cas)، وخاصة كريسبر/كاس 9. اكتشِف نظام كريسبر/كاس 9 في الأصل كجزء من جهاز المناعة البكتيري. اندمج الحمض النووي الفيروسي الذي حُقِن في البكتيريا مع الكروموسوم البكتيري في مناطق محددة. تسمى هذه المناطق بالتكرارات العنقودية القصيرة المتناوبة بانتظام، والمعروفة أيضًا باسم كريسبر. بما أن الحمض النووي الريبوزري منقوص الأكسجين (دنا: DNA) الفيروسي موجود داخل الكروموسوم، فإنه يستنسخ إلى حمض نوري ريبوزي (رنا: RNA). بمجرد حدوث ذلك، يرتبط كاس 9 بالرنا. يمكن أن يتعرف كاس 9 على الإدخال الأجنبي ويشقه. كان هذا الاكتشاف بالغ الأهمية لأنه يمكن الآن اعتبار بروتين كاس مقصًّا في عملية التحرير الجيني.
باستخدام خلايا من أنواع وثيق الصلة بالأنواع المنقرضة، يمكن أن يلعب التحرير الجيني دورًا في عملية الإعادة من الانقراض. يمكن تحرير الخلايا الجرثومية مباشرة، بحيث تنتج البويضة والحيوانات المنوية التي تنتجها الأنواع الأم الموجودة نسلًا من الأنواع المنقرضة، أو يمكن تحرير الخلايا الجسدية ونقلها بواسطة عملية نقل نواة الخلية الجسدية. ينتج عن هذا هجين بين النوعين، لأنه ليس حيوانًا واحدًا تمامًا. نظرًا لإمكانية تسلسل وتجميع جينوم الكائنات المنقرضة من الأنسجة المتهالكة للغاية، فإن هذه التقنية تمكن العلماء من متابعة عملية الإعادة من الانقراض في مجموعة واسعة من الأنواع، بما في ذلك تلك التي لا يوجد لها بقايا محفوظة جيدًا. على أي حال، كلما كانت الأنسجة من الأنواع المنقرضة قديمة ومتهالكة، زاد تشظي دنا (الحمض النووي الريبوزري منقوص الأكسجين) الناتج، مما يجعل تجميع الجينوم أكثر صعوبة.

### التكاثر إلى الوراء
التكاثر إلى الوراء (بالإنجليزية: Back breeding)‏ هي شكل من أشكال الاصطفاء الاصطناعي. على عكس تكاثر الحيوانات من أجل الحصول على سمة لتعزيز الأنواع في الاصطفاء الاصطناعي، يتضمن التكاثر إلى الوراء تكاثر الحيوانات من أجل إحدى خصائص الأسلاف التي قد لا تظهر في جميع الأنواع بشكل متكرر. قد تعيد هذه الطريقة تكوين سمات الأنواع المنقرضة، لكن الجينوم سيختلف عن الأنواع الأصلية. على أي حال، يعتمد التكاثر إلى الوراء على سمة أسلاف هذه الأنواع التي لا تزال موجودة في العشيرة بأي تواتر. التكاثر إلى الوراء هو أيضًا شكل من أشكال الاصطفاء الاصطناعي عن طريق التكاثر الانتقائي المتعمّد للحيوانات الأليفة، في محاولة لتحقيق سلالة حيوانية ذات نمط ظاهري يشبه سلفًا من النوع البري، وعادة ما يكون قد انقرض. لا يجب الخلط بين التكاثر إلى الوراء (Breeding back) والهيمنة (dedomestication).

### التطور التكراري
عملية طبيعية لإعادة من الانقراض هي التطور التكراري. تحدث هذه العملية عندما ينقرض أحد الأنواع، ولكن بعد فترة زمنية معينة يتطور نوع مختلف إلى مخلوق مطابق تقريبًا. من الأمثلة على هذه العملية ما حدث مع الطائر ذو الحنجرة البيضاء (white-throated rail). انقرض هذا الطائر الذي لا يطير منذ حوالي 136,000 عام بسبب حدث غير معروف تسبب في ارتفاع مستوى سطح البحر، مما أدى إلى زوال هذا النوع. عادت الأنواع للظهور مرة أخرى منذ حوالي 100,000 عام عندما انخفض مستوى سطح البحر مما سمح لهذه الطيور بالتطور مرة أخرى كنوع لا يطير في جزيرة ألدابرا المرجانية، حيث يوجد حتى يومنا هذا.

## فوائد الإعادة من الانقراض
يمكن أن تؤدي التقنيات التي يجري تطويرها من أجل الإعادة من الانقراض إلى تطورات كبيرة في التكنولوجيا والعمليات العلمية. يشمل ذلك تقدم التقنيات الجينية المستخدمة لتحسين عملية الاستنساخ من أجل الإعادة من الانقراض. يمكن استخدام هذه التقنيات لمنع انقراض الأنواع المهددة بالانقراض. قد تؤدي دراسة الأنواع المعاد إدخالها أيضًا إلى تطورات علمية. من خلال دراسة الحيوانات المنقرضة سابقًا، يمكن اكتشاف علاجات للأمراض. قد تدعم الأنواع التي أُعيد إحياؤها مبادرات الحفظ من خلال العمل كـ «أنواع الرئيسية flagship species» لتوليد الحماس العام وتأمين الأموال من أجل الحفاظ على النظم البيئية بأكملها.
في حال إعطاء الأولوية لإعادة من الانقراض، سيؤدي ذلك إلى تحسين استراتيجيات الحفظ الحالية. سيكون الحفظ ضروريًا لإعادة إدخال نوع ما في النظام البيئي. ستبذل جهود الحفظ في البداية حتى تتمكن مجموعات الكائنات التي أعيد إحياؤها من الحفاظ على أنفسها في البرية. يمكن أن تساعد الإعادة من الانقراض أيضًا في تحسين النظم البيئية التي دمرتها التنمية البشرية عن طريق إعادة الأنواع المنقرضة إلى نظام بيئي ما من أجل إحيائه. إنها أيضًا مسألة ما إذا كان إحياء الأنواع التي دفعها البشر إلى الانقراض هو التزام أخلاقي.

## مساوئ الإعادة من الانقراض
قد يكون لإعادة إدخال الأنواع المنقرضة تأثير سلبي على الأنواع الموجودة ونظامها البيئي. ربما جرى ملء المكانة البيئية للأنواع المنقرضة في موطنها السابق مما يجعلها الآن أنواعًا غازية. قد يؤدي ذلك إلى انقراض الأنواع الأخرى بسبب التنافس على الغذاء أو أي استبعاد تنافسي آخر. قد يؤدي أيضًا إلى انقراض أنواع الفرائس إذا كان لديها المزيد من الحيوانات المفترسة في بيئة كان بها عدد قليل من الحيوانات المفترسة قبل إعادة إدخال الأنواع المنقرضة. إذا انقرض أحد الأنواع لفترة طويلة من الوقت، قد تكون البيئة التي جرى إدخاله إليها مختلفة تمامًا عن البيئة التي يمكن أن تعيش فيها. قد تعني التغييرات البيئة الناجمة عن التطور البشري أن النوع قد لا يعيش إذا أعيد إدخاله إلى هذا النظام البيئي. قد تنقرض الأنواع أيضًا مرة أخرى بعد الإعادة من الانقراض إذا كانت أسباب انقراضها لا تزال تشكل تهديدًا. سيجري اصطياد الماموث الصوفي من قبل الصيادين تمامًا مثل الفيلة بحثًا عن عاجها مما قد يدفعه للانقراض مرة أخرى. إذا أعيد إدخال نوع ما في بيئة بها مرض ليس لديه مناعة له، قد يُقضى على الأنواع المعاد إدخالها بمرض تستطيع الأنواع الحالية أن تنجو منه.
تعتبر الإعادة من الانقراض عملية مكلفة للغاية. قد تكلف إعادة نوع واحد ملايين الدولارات. من المرجح أن تأتي الأموال المخصصة للإعادة من الانقراض من جهود الحفظ الحالية. يمكن إضعاف هذه الجهود إذا جرى أخذ التمويل من الحفظ ووضعه في وضع الانقراض. هذا يعني أن الأنواع المهددة بالانقراض ستبدأ بالانقراض بشكل أسرع لأنه لم تعد هناك موارد مطلوبة للحفاظ على تجمعاتها. بالإضافة إلى ذلك، نظرًا لعدم قدرة تقنيات الاستنساخ على تكرار النوع تمامًا كما كان موجودًا في البرية، فإن إعادة إدخال الأنواع قد لا تحقق فوائد بيئية إيجابية. قد لا يكون لها نفس الدور في السلسلة الغذائية الذي كانوا يقومون به من قبل، وبالتالي لا يمكنهم استعادة النظم البيئية المتضررة.